# Priser og nomineringer modtaget af Leonardo DiCaprio
Dette er en komplet liste over priser og nomineringer modtaget af den amerikansk skuespiller Leonardo DiCaprio.
| Organisationer                                          | År   | Kategori                                                                                      | Arbejde                                         | Resultat  | Resultat |
| ------------------------------------------------------- | ---- | --------------------------------------------------------------------------------------------- | ----------------------------------------------- | --------- | -------- |
| Academy Awards                                          | 1994 | Best Supporting Actor                                                                         | What's Eating Gilbert Grape                     | Nomineret | [ 1 ]    |
| Academy Awards                                          | 2005 | Best Actor                                                                                    | The Aviator                                     | Nomineret | [ 2 ]    |
| Academy Awards                                          | 2007 | Best Actor                                                                                    | Blood Diamond                                   | Nomineret | [ 3 ]    |
| Academy Awards                                          | 2014 | Best Actor                                                                                    | The Wolf of Wall Street                         | Nomineret | [ 4 ]    |
| Academy Awards                                          | 2014 | Best Picture                                                                                  | The Wolf of Wall Street                         | Nomineret | [ 4 ]    |
| Academy Awards                                          | 2016 | Best Actor                                                                                    | The Revenant                                    | Vundet    | [ 5 ]    |
| Academy Awards                                          | 2020 | Best Actor                                                                                    | Once Upon a Time in Hollywood                   | Nomineret | [ 6 ]    |
| Alliance of Women Film Journalists                      | 2010 | Unforgettable Moment (Delt med Elliot Page)                                                   | Inception                                       | Nomineret | [ 7 ]    |
| Alliance of Women Film Journalists                      | 2016 | Best Actor                                                                                    | The Revenant                                    | Vundet    | [ 8 ]    |
| Austin Film Critics Association Awards                  | 2007 | Best Performance by an Actor in a Leading Role                                                | The Departed                                    | Vundet    | [ 9 ]    |
| Austin Film Critics Association Awards                  | 2016 | Best Performance by an Actor in a Leading Role                                                | The Revenant                                    | Nomineret | [ 10 ]   |
| Australian Academy of Cinema and Television Arts Awards | 2011 | Best International Lead Actor – Cinema                                                        | J. Edgar                                        | Nomineret | [ 11 ]   |
| Australian Academy of Cinema and Television Arts Awards | 2013 | Best International Lead Actor – Cinema                                                        | The Wolf of Wall Street                         | Nomineret | [ 12 ]   |
| Australian Academy of Cinema and Television Arts Awards | 2013 | Best Lead Actor – Cinema                                                                      | The Great Gatsby                                | Vundet    | [ 12 ]   |
| Australian Academy of Cinema and Television Arts Awards | 2016 | Best International Lead Actor – Cinema                                                        | The Revenant                                    | Vundet    | [ 13 ]   |
| Australian Film Critics Association                     | 2014 | Best Actor                                                                                    | The Great Gatsby                                | Nomineret | [ 14 ]   |
| BAFTA Awards                                            | 2005 | Best Film Actor in a Leading Role                                                             | The Aviator                                     | Nomineret | [ 15 ]   |
| BAFTA Awards                                            | 2007 | Best Film Actor in a Leading Role                                                             | The Departed                                    | Nomineret | [ 16 ]   |
| BAFTA Awards                                            | 2014 | Best Film Actor in a Leading Role                                                             | The Wolf of Wall Street                         | Nomineret | [ 17 ]   |
| BAFTA Awards                                            | 2016 | Best Film Actor in a Leading Role                                                             | The Revenant                                    | Vundet    | [ 18 ]   |
| BAFTA Awards                                            | 2020 | Best Film Actor in a Leading Role                                                             | Once Upon a Time in Hollywood                   | Nomineret | [ 19 ]   |
| Berlin Filmfestival                                     | 1997 | Silver Bear Award for Best Actor                                                              | Romeo + Juliet                                  | Vundet    | [ 20 ]   |
| Blockbuster Entertainment Awards                        | 1997 | Favorite Actor – Romance                                                                      | Romeo + Juliet                                  | Vundet    | [ 21 ]   |
| Blockbuster Entertainment Awards                        | 1998 | Favorite Actor – Drama                                                                        | Titanic                                         | Vundet    | [ 22 ]   |
| Boston Society of Film Critics                          | 2006 | Best Ensemble Cast                                                                            | The Departed                                    | Runner-up | [ 23 ]   |
| Boston Society of Film Critics                          | 2013 | Best Actor                                                                                    | The Wolf of Wall Street                         | Runner-up | [ 24 ]   |
| Boston Society of Film Critics                          | 2015 | Best Actor                                                                                    | The Revenant                                    | Vundet    | [ 25 ]   |
| Chicago Film Critics Association                        | 1993 | Best Emerging Actor                                                                           | What's Eating Gilbert Grape?                    | Vundet    | [ 26 ]   |
| Chicago Film Critics Association                        | 2006 | Best Actor                                                                                    | The Departed                                    | Nomineret | [ 23 ]   |
| Chicago Film Critics Association                        | 2012 | Best Supporting Actor                                                                         | Django Unchained                                | Nomineret | [ 27 ]   |
| Chicago Film Critics Association                        | 2015 | Best Actor                                                                                    | The Revenant                                    | Vundet    | [ 28 ]   |
| Critics' Choice Awards                                  | 2005 | Best Movie Actor                                                                              | The Aviator                                     | Nomineret | [ 29 ]   |
| Critics' Choice Awards                                  | 2007 | Best Movie Actor                                                                              | Blood Diamond                                   | Nomineret | [ 30 ]   |
| Critics' Choice Awards                                  | 2007 | Best Movie Actor                                                                              | The Departed                                    | Nomineret | [ 30 ]   |
| Critics' Choice Awards                                  | 2007 | Best Movie Cast                                                                               | The Departed                                    | Nomineret | [ 30 ]   |
| Critics' Choice Awards                                  | 2012 | Best Movie Actor                                                                              | J. Edgar                                        | Nomineret | [ 31 ]   |
| Critics' Choice Awards                                  | 2014 | Best Comedy Movie Actor                                                                       | The Wolf of Wall Street                         | Vundet    | [ 32 ]   |
| Critics' Choice Awards                                  | 2016 | Best Movie Actor                                                                              | The Revenant                                    | Vundet    | [ 33 ]   |
| Critics' Choice Awards                                  | 2020 | Best Movie Actor                                                                              | Once Upon a Time in Hollywood                   | Nomineret | [ 34 ]   |
| Critics' Choice Awards                                  | 2020 | Best Movie Cast                                                                               | Once Upon a Time in Hollywood                   | Nomineret | [ 34 ]   |
| Dallas–Fort Worth Film Critics Association              | 2004 | Best Actor                                                                                    | The Aviator                                     | Nomineret | [ 35 ]   |
| Dallas–Fort Worth Film Critics Association              | 2006 | Best Actor                                                                                    | The Departed                                    | Nomineret | [ 36 ]   |
| Dallas–Fort Worth Film Critics Association              | 2006 | Best Actor                                                                                    | Blood Diamond                                   | Nomineret | [ 36 ]   |
| Dallas–Fort Worth Film Critics Association              | 2013 | Best Actor                                                                                    | The Wolf of Wall Street                         | Nomineret | [ 37 ]   |
| Dallas–Fort Worth Film Critics Association              | 2015 | Best Actor                                                                                    | The Revenant                                    | Vundet    | [ 38 ]   |
| Detroit Film Critics Society                            | 2008 | Best Actor                                                                                    | Revolutionary Road                              | Nomineret | [ 39 ]   |
| Detroit Film Critics Society                            | 2013 | Best Actor                                                                                    | The Wolf of Wall Street                         | Nomineret | [ 40 ]   |
| Detroit Film Critics Society                            | 2015 | Best Actor                                                                                    | The Revenant                                    | Nomineret | [ 41 ]   |
| Detroit Film Critics Society                            | 2019 | Best Ensemble                                                                                 | Once Upon a Time in Hollywood                   | Vundet    | [ 42 ]   |
| Dorian Awards                                           | 2012 | Film Lead Male Performance of the Year                                                        | J. Edgar                                        | Nomineret | [ 43 ]   |
| Dorian Awards                                           | 2014 | Film Lead Male Performance of the Year                                                        | The Wolf of Wall Street                         | Nomineret | [ 44 ]   |
| Dorian Awards                                           | 2015 | Film Lead Male Performance of the Year                                                        | The Revenant                                    | Vundet    | [ 45 ]   |
| Dublin Film Critics' Circle                             | 2006 | Best Actor                                                                                    | The Departed                                    | Vundet    | [ 46 ]   |
| Dublin Film Critics' Circle                             | 2013 | Best Actor                                                                                    | The Wolf of Wall Street                         | Nomineret | [ 47 ]   |
| Empire Awards                                           | 2007 | Best Actor                                                                                    | The Departed                                    | Nomineret | [ 48 ]   |
| Empire Awards                                           | 2011 | Best Actor                                                                                    | Inception                                       | Nomineret | [ 49 ]   |
| Empire Awards                                           | 2014 | Best Actor                                                                                    | The Wolf of Wall Street                         | Nomineret | [ 50 ]   |
| Empire Awards                                           | 2016 | Best Actor                                                                                    | The Revenant                                    | Nomineret | [ 51 ]   |
| Film Critics Circle of Australia                        | 2013 | Best Actor                                                                                    | The Great Gatsby                                | Nomineret | [ 52 ]   |
| Golden Globe Awards                                     | 1994 | Best Supporting Actor – Motion Picture                                                        | What's Eating Gilbert Grape                     | Nomineret | [ 52 ]   |
| Golden Globe Awards                                     | 1998 | Best Actor in a Motion Picture – Drama                                                        | Titanic                                         | Nomineret | [ 52 ]   |
| Golden Globe Awards                                     | 2003 | Best Actor in a Motion Picture – Drama                                                        | Catch Me If You Can                             | Nomineret | [ 53 ]   |
| Golden Globe Awards                                     | 2005 | Best Actor in a Motion Picture – Drama                                                        | The Aviator                                     | Vundet    | [ 54 ]   |
| Golden Globe Awards                                     | 2007 | Best Actor in a Motion Picture – Drama                                                        | The Departed                                    | Nomineret | [ 55 ]   |
| Golden Globe Awards                                     | 2007 | Best Actor in a Motion Picture – Drama                                                        | Blood Diamond                                   | Nomineret | [ 55 ]   |
| Golden Globe Awards                                     | 2009 | Best Actor in a Motion Picture – Drama                                                        | Revolutionary Road                              | Nomineret | [ 56 ]   |
| Golden Globe Awards                                     | 2012 | Best Actor in a Motion Picture – Drama                                                        | J. Edgar                                        | Nomineret | [ 57 ]   |
| Golden Globe Awards                                     | 2013 | Best Supporting Actor – Motion Picture                                                        | Django Unchained                                | Nomineret | [ 58 ]   |
| Golden Globe Awards                                     | 2014 | Best Actor in a Motion Picture – Musical or Comedy                                            | The Wolf of Wall Street                         | Vundet    | [ 59 ]   |
| Golden Globe Awards                                     | 2016 | Best Actor in a Motion Picture – Drama                                                        | The Revenant                                    | Vundet    | [ 60 ]   |
| Golden Globe Awards                                     | 2020 | Best Actor in a Motion Picture – Musical or Comedy                                            | Once Upon a Time in Hollywood                   | Nomineret | [ 61 ]   |
| Hollywood Critics Association Awards                    | 2020 | Best Cast                                                                                     | Once Upon a Time in Hollywood                   | Nomineret | [ 62 ]   |
| Hollywood Critics Association Awards                    | 2020 | Best Leading Actor                                                                            | Once Upon a Time in Hollywood                   | Nomineret | [ 62 ]   |
| Hollywood Film Awards                                   | 2004 | Best Actor of the Year                                                                        | The Aviator                                     | Vundet    | [ 63 ]   |
| Irish Film & Television Academy                         | 2007 | Best International Film Actor of the Year                                                     | The Departed                                    | Vundet    | [ 64 ]   |
| Irish Film & Television Academy                         | 2011 | Best International Film Actor of the Year                                                     | Inception                                       | Nomineret | [ 65 ]   |
| Irish Film & Television Academy                         | 2012 | Best International Film Actor of the Year                                                     | J. Edgar                                        | Nomineret | [ 66 ]   |
| Irish Film & Television Academy                         | 2014 | Best International Film Actor of the Year                                                     | The Wolf of Wall Street                         | Nomineret | [ 67 ]   |
| Irish Film & Television Academy                         | 2016 | Best International Film Actor of the Year                                                     | The Revenant                                    | Vundet    | [ 68 ]   |
| London Film Critics Circle                              | 2005 | Actor of the Year                                                                             | The Aviator                                     | Nomineret | [ 69 ]   |
| London Film Critics Circle                              | 2014 | Actor of the Year                                                                             | The Wolf of Wall Street                         | Nomineret | [ 70 ]   |
| London Film Critics Circle                              | 2016 | Actor of the Year                                                                             | The Revenant                                    | Nomineret | [ 71 ]   |
| Los Angeles Film Critics Association                    | 1993 | New Generation Award                                                                          | This Boy's Life and What's Eating Gilbert Grape | Vundet    | [ 72 ]   |
| MTV Movie & TV Awards                                   | 1997 | Best Kiss in a Movie                                                                          | Romeo + Juliet                                  | Nomineret | [ 73 ]   |
| MTV Movie & TV Awards                                   | 1997 | Best On-Screen Duo or Team in a Movie                                                         | Romeo + Juliet                                  | Nomineret | [ 73 ]   |
| MTV Movie & TV Awards                                   | 1997 | Best Performance in a Movie                                                                   | Romeo + Juliet                                  | Nomineret | [ 73 ]   |
| MTV Movie & TV Awards                                   | 1998 | Best Kiss in a Movie Delt med Kate Winslet.                                                   | Titanic                                         | Nomineret | [ 74 ]   |
| MTV Movie & TV Awards                                   | 1998 | Best Performance in a Movie                                                                   | Titanic                                         | Vundet    | [ 74 ]   |
| MTV Movie & TV Awards                                   | 1998 | Best On-Screen Duo or Team in a Movie                                                         | Titanic                                         | Nomineret | [ 74 ]   |
| MTV Movie & TV Awards                                   | 2003 | Best Kiss (Delt med Cameron Diaz)                                                             | Gangs of New York                               | Nomineret | [ 75 ]   |
| MTV Movie & TV Awards                                   | 2003 | Best Performance in a Movie                                                                   | Catch Me If You Can                             | Nomineret | [ 75 ]   |
| MTV Movie & TV Awards                                   | 2005 | Best Performance in a Movie                                                                   | The Aviator                                     | Vundet    | [ 76 ]   |
| MTV Movie & TV Awards                                   | 2011 | Best Jaw Dropping Moment in a Movie                                                           | Inception                                       | Nomineret | [ 77 ]   |
| MTV Movie & TV Awards                                   | 2013 | Best Villain in a Movie                                                                       | Django Unchained                                | Nomineret | [ 78 ]   |
| MTV Movie & TV Awards                                   | 2013 | Best On-Screen Duo or Team in a Movie                                                         | Django Unchained                                | Nomineret | [ 78 ]   |
| MTV Movie & TV Awards                                   | 2014 | Best WTF Moment in a Movie                                                                    | The Wolf of Wall Street                         | Vundet    | [ 79 ]   |
| MTV Movie & TV Awards                                   | 2016 | Best Performance in a Movie                                                                   | The Revenant                                    | Vundet    | [ 80 ]   |
| MTV Movie & TV Awards                                   | 2016 | Best Fight in a Movie                                                                         | The Revenant                                    | Nomineret | [ 80 ]   |
| National Board of Review of Motion Pictures Awards      | 1994 | Best Supporting Actor                                                                         | What's Eating Gilbert Grape                     | Vundet    | [ 81 ]   |
| National Board of Review of Motion Pictures Awards      | 2007 | Best Cast                                                                                     | The Departed                                    | Vundet    | [ 82 ]   |
| National Board of Review of Motion Pictures Awards      | 2013 | Best Supporting Actor                                                                         | Django Unchained                                | Vundet    | [ 81 ]   |
| National Board of Review of Motion Pictures Awards      | 2014 | Career Collaboration Award                                                                    | Leonardo DiCaprio (Delt med Martin Scorsese)    | Vundet    | [ 83 ]   |
| National Society of Film Critics                        | 1994 | Best Supporting Actor                                                                         | What's Eating Gilbert Grape                     | Runner-up | [ 84 ]   |
| New York Film Critics Circle                            | 1994 | Best Supporting Actor                                                                         | What's Eating Gilbert Grape                     | Runner-up | [ 85 ]   |
| Nickelodeon Kids' Choice Awards                         | 2009 | Big Green Help Award                                                                          | Leonardo DiCaprio                               | Vundet    | [ 86 ]   |
| Online Film Critics Society Awards                      | 2005 | Best Lead Actor                                                                               | The Aviator                                     | Nomineret | [ 87 ]   |
| Online Film Critics Society Awards                      | 2007 | Best Lead Actor                                                                               | The Departed                                    | Nomineret | [ 88 ]   |
| Online Film Critics Society Awards                      | 2015 | Best Lead Actor                                                                               | The Revenant                                    | Nomineret | [ 89 ]   |
| Palm Springs International Film Festival                | 2009 | Best Ensemble Cast                                                                            | Revolutionary Road                              | Vundet    | [ 90 ]   |
| People's Choice Awards                                  | 2007 | Favorite On-Screen Match-Up (Delt med Matt Damon og Jack Nicholson)                           | The Departed                                    | Nomineret | [ 91 ]   |
| People's Choice Awards                                  | 2011 | Favorite On-Screen Team (Delt med Tom Hardy, Elliot Page, Dileep Rao og Joseph Gordon-Levitt) | Inception                                       | Nomineret | [ 92 ]   |
| People's Choice Awards                                  | 2011 | Favorite Movie Actor                                                                          | Inception                                       | Nomineret | [ 92 ]   |
| People's Choice Awards                                  | 2014 | Favorite Dramatic Movie Actor                                                                 | The Great Gatsby                                | Vundet    | [ 93 ]   |
| People's Choice Awards                                  | 2014 | Favorite Movie Actor                                                                          | The Great Gatsby                                | Nomineret | [ 93 ]   |
| People's Choice Awards                                  | 2019 | Favorite Drama Movie Star                                                                     | Once Upon a Time in Hollywood                   | Nomineret | [ 94 ]   |
| Primetime Emmy Awards                                   | 2014 | Outstanding Documentary or Nonfiction Special (as Executive Producer)                         | Virunga                                         | Nomineret | [ 95 ]   |
| Rembrandt Awards                                        | 2014 | Beste Buitenlandse Acteur                                                                     | The Great Gatsby                                | Vundet    | [ 96 ]   |
| San Diego Film Critics Society                          | 2012 | Best Performance by an Ensemble Cast                                                          | Django Unchained                                | Nomineret | [ 97 ]   |
| San Diego Film Critics Society                          | 2015 | Best Performance by an Actor                                                                  | The Revenant                                    | Vundet    | [ 98 ]   |
| San Diego Film Critics Society                          | 2019 | Best Performance by an Ensemble Cast                                                          | Once Upon a Time in Hollywood                   | Nomineret | [ 99 ]   |
| Santa Barbara International Film Festival               | 2013 | American Riviera Award                                                                        | Leonardo DiCaprio                               | Vundet    | [ 100 ]  |
| Santa Barbara International Film Festival               | 2014 | Cinema Vanguard Award                                                                         | Leonardo DiCaprio (Delt med Martin Scorsese)    | Vundet    | [ 101 ]  |
| Satellite Awards                                        | 1998 | Best Actor in a Film                                                                          | Titanic                                         | Nomineret | [ 102 ]  |
| Satellite Awards                                        | 2006 | Best Actor in a Film                                                                          | Blood Diamond                                   | Nomineret | [ 103 ]  |
| Satellite Awards                                        | 2006 | Best Supporting Actor in a Film                                                               | The Departed                                    | Vundet    | [ 103 ]  |
| Satellite Awards                                        | 2006 | Best Cast in a Film                                                                           | The Departed                                    | Vundet    | [ 103 ]  |
| Satellite Awards                                        | 2008 | Best Actor in a Film                                                                          | Revolutionary Road                              | Nomineret | [ 104 ]  |
| Satellite Awards                                        | 2010 | Best Actor in a Film                                                                          | Inception                                       | Nomineret | [ 105 ]  |
| Satellite Awards                                        | 2011 | Best Actor in a Film                                                                          | J. Edgar                                        | Nomineret | [ 106 ]  |
| Satellite Awards                                        | 2014 | Best Actor in a Film                                                                          | The Wolf of Wall Street                         | Nomineret | [ 107 ]  |
| Satellite Awards                                        | 2016 | Best Actor in a Film                                                                          | The Revenant                                    | Vundet    | [ 108 ]  |
| Satellite Awards                                        | 2020 | Best Actor in a Film                                                                          | Once Upon a Time in Hollywood                   | Nomineret | [ 109 ]  |
| Saturn Awards                                           | 2011 | Best Film Actor                                                                               | Shutter Island                                  | Nomineret | [ 110 ]  |
| Saturn Awards                                           | 2011 | Best Film Actor                                                                               | Inception                                       | Nomineret | [ 110 ]  |
| Saturn Awards                                           | 2015 | Best Film Actor                                                                               | The Revenant                                    | Nomineret | [ 111 ]  |
| Scream Awards                                           | 2010 | Best Actor in a Science Fiction Movie                                                         | Inception                                       | Vundet    | [ 112 ]  |
| Scream Awards                                           | 2010 | Best Actor in a Horror Movie                                                                  | Shutter Island                                  | Nomineret | [ 113 ]  |
| Screen Actors Guild Awards                              | 1997 | Outstanding Performance by a Cast in a Motion Picture                                         | Marvin's Room                                   | Nomineret | [ 114 ]  |
| Screen Actors Guild Awards                              | 1998 | Outstanding Performance by a Cast in a Motion Picture                                         | Titanic                                         | Nomineret | [ 115 ]  |
| Screen Actors Guild Awards                              | 2005 | Outstanding Performance by a Male Actor in a Leading Role                                     | The Aviator                                     | Nomineret | [ 116 ]  |
| Screen Actors Guild Awards                              | 2005 | Outstanding Performance by a Cast in a Motion Picture                                         | The Aviator                                     | Nomineret | [ 116 ]  |
| Screen Actors Guild Awards                              | 2007 | Outstanding Performance by a Male Actor in a Leading Role                                     | Blood Diamond                                   | Nomineret | [ 117 ]  |
| Screen Actors Guild Awards                              | 2007 | Outstanding Performance by a Cast in a Motion Picture                                         | The Departed                                    | Nomineret | [ 117 ]  |
| Screen Actors Guild Awards                              | 2007 | Outstanding Performance by a Male Actor in a Supporting Role                                  | The Departed                                    | Nomineret | [ 117 ]  |
| Screen Actors Guild Awards                              | 2012 | Outstanding Performance by Male Actor in a Leading Role                                       | J. Edgar                                        | Nomineret | [ 118 ]  |
| Screen Actors Guild Awards                              | 2016 | Outstanding Performance by Male Actor in a Leading Role                                       | The Revenant                                    | Vundet    | [ 119 ]  |
| Screen Actors Guild Awards                              | 2020 | Outstanding Performance by Male Actor in a Leading Role                                       | Once Upon a Time in Hollywood                   | Nomineret | [ 120 ]  |
| Screen Actors Guild Awards                              | 2020 | Outstanding Performance by a Cast in a Motion Picture                                         | Once Upon a Time in Hollywood                   | Nomineret | [ 120 ]  |
| St. Louis Gateway Film Critics Association              | 2007 | Best Actor                                                                                    | The Departed                                    | Nomineret | [ 121 ]  |
| St. Louis Gateway Film Critics Association              | 2007 | Best Actor                                                                                    | Blood Diamond                                   | Nomineret | [ 121 ]  |
| St. Louis Gateway Film Critics Association              | 2008 | Best Actor                                                                                    | Revolutionary Road                              | Nomineret | [ 121 ]  |
| St. Louis Gateway Film Critics Association              | 2015 | Best Actor                                                                                    | The Revenant                                    | Vundet    | [ 121 ]  |
| Teen Choice Awards                                      | 1999 | Film – Choice Hissy Fit                                                                       | Celebrity                                       | Nomineret | [ 122 ]  |
| Teen Choice Awards                                      | 2000 | Film – Choice Actor                                                                           | The Beach                                       | Nomineret | [ 123 ]  |
| Teen Choice Awards                                      | 2000 | Film – Choice Chemistry (Delt med Virginie Ledoyen)                                           | The Beach                                       | Nomineret | [ 123 ]  |
| Teen Choice Awards                                      | 2003 | Choice Movie Liplock (Delt med Cameron Diaz)                                                  | Gangs of New York                               | Nomineret | [ 124 ]  |
| Teen Choice Awards                                      | 2003 | Choice Movie Liar                                                                             | Catch Me If You Can                             | Vundet    | [ 124 ]  |
| Teen Choice Awards                                      | 2005 | Choice Movie Actor: Drama                                                                     | The Aviator                                     | Nomineret | [ 125 ]  |
| Teen Choice Awards                                      | 2007 | Choice Movie Actor: Drama                                                                     | The Departed and Blood Diamond                  | Nomineret | [ 126 ]  |
| Teen Choice Awards                                      | 2010 | Choice Movie Actor: Horror/Thriller                                                           | Shutter Island                                  | Vundet    | [ 127 ]  |
| Teen Choice Awards                                      | 2013 | Choice Movie Actor: Drama                                                                     | The Great Gatsby                                | Nomineret | [ 128 ]  |
| Teen Choice Awards                                      | 2016 | Choice Movie Actor: Drama                                                                     | The Revenant                                    | Vundet    | [ 129 ]  |
| Vancouver Film Critics Circle                           | 2007 | Best Performance by a Lead Actor                                                              | The Departed                                    | Nomineret | [ 130 ]  |
| Vancouver Film Critics Circle                           | 2016 | Best Performance by a Lead Actor                                                              | The Revenant                                    | Nomineret | [ 131 ]  |
| Visual Effects Society                                  | 2005 | Outstanding Performance by an Actor or Actress in a Visual Effects Film                       | The Aviator                                     | Nomineret | [ 132 ]  |
| Washington D.C. Area Film Critics Association           | 2004 | Best Actor                                                                                    | The Aviator                                     | Nomineret | [ 133 ]  |
| Washington D.C. Area Film Critics Association           | 2008 | Best Ensemble                                                                                 | Revolutionary Road                              | Nomineret | [ 134 ]  |
| Washington D.C. Area Film Critics Association           | 2012 | Best Supporting Actor                                                                         | Django Unchained                                | Nomineret | [ 135 ]  |
| Washington D.C. Area Film Critics Association           | 2013 | Best Actor                                                                                    | The Wolf of Wall Street                         | Nomineret | [ 136 ]  |
| Washington D.C. Area Film Critics Association           | 2015 | Best Actor                                                                                    | The Revenant                                    | Vundet    | [ 137 ]  |
| Washington D.C. Area Film Critics Association           | 2019 | Best Actor                                                                                    | Once Upon a Time in Hollywood                   | Nomineret | [ 138 ]  |
| Washington D.C. Area Film Critics Association           | 2019 | Best Ensemble                                                                                 | Once Upon a Time in Hollywood                   | Nomineret | [ 138 ]  |
| Young Artist Awards                                     | 1991 | Best Young Actor in a Daytime Series                                                          | Santa Barbara                                   | Nomineret | [ 139 ]  |
| Young Artist Awards                                     | 1991 | Best Young Actor Starring in a New Television Series                                          | Parenthood                                      | Nomineret | [ 139 ]  |
| Young Artist Awards                                     | 1992 | Best Young Actor Co-starring in a Television Series                                           | Growing Pains                                   | Nomineret | [ 140 ]  |